# وپروا
وپروا (به چکی: Vepřová) یک منطقهٔ مسکونی در جمهوری چک است که در Žďár nad Sázavou District واقع شده‌است.

## خصوصیات
وپروا ۱۰٫۴۳ کیلومترمربع مساحت و ۴۱۴ نفر جمعیت دارد و ۶۳۰ متر بالاتر از سطح دریا واقع شده‌است.